# Atletism la Jocurile Olimpice de vară din 2016 - 110 m garduri (masculin)
Proba de 110 metri garduri masculin de la Jocurile Olimpice de vară din 2016 a avut loc în perioada 15-16 august pe Stadionul Olimpic.

## Recorduri
Înaintea acestei competiții, recordurile mondiale și olimpice erau următoarele:
| Record  | Atlet               | Timp  | Loc               | Data              |
| ------- | ------------------- | ----- | ----------------- | ----------------- |
| Mondial | Aries Merritt (USA) | 12.80 | Bruxelles, Belgia | 7 septembrie 2012 |
| Olimpic | { Liu Xiang (CHN)   | 12.91 | Atena, Grecia     | 27 august 2004    |

| Zona                                             |          |                  |                |
| Zona                                             | Timp (s) | Atlet            | Țară           |
| ------------------------------------------------ | -------- | ---------------- | -------------- |
| Africa (recorduri)                               | 13.24    | Lehann Fourie    | Africa de Sud  |
| Asia (recorduri)                                 | 12.88    | Liu Xiang        | China          |
| Europa (recorduri)                               | 12.91    | Colin Jackson    | Marea Britanie |
| America Centrală, de Nord și Caraibe (recorduri) | 12.80    | Aries Merritt    | Statele Unite  |
| Oceania (recorduri)                              | 13.29    | Kyle Vander Kuyp | Australia      |
| America de Sud (recorduri)                       | 13.27    | Paulo Villar     | Columbia       |

## Program
Orele sunt ora Braziliei (UTC-3) 
| Data                  | Timp        | Etapă             |
| --------------------- | ----------- | ----------------- |
| Luni, 15 august 2016  | 20:40       | Etapa 1           |
| Marți, 16 august 2016 | 20:40 22:45 | Semifinale Finala |

## Rezultate

### Runda 1
Reguli de calificare: primii patru atleți din fiecare serie (C) și următorii patru atleți cu cel mai bun timp (c) se califică în semifinale.

#### Seria 1
| Loc | Culoar | Nume           | Naționalitate              | Timp           | Note   |
| --- | ------ | -------------- | -------------------------- | -------------- | ------ |
| 1   | 2      | Omar McLeod    | Jamaica                    | 13.27          | (C)    |
| 2   | 7      | Jeff Porter    | Statele Unite ale Americii | 13.50          | (C)    |
| 3   | 9      | Jeffrey Julmis | Haiti                      | 13.66          | (C)    |
| 4   | 8      | Antwon Hicks   | Nigeria                    | 13.70          | (C)    |
| 5   | 4      | Yeison Rivas   | Columbia                   | 13.84          |        |
| 6   | 6      | Wataru Yazawa  | Japonia                    | 13.89          |        |
| 7   | 3      | Kame Ali       | Madagascar                 | 14.89          | (SB)   |
| –   | 5      | Alexander John | Germania                   | (DS)           | R168.7 |
|     |        |                |                            | Vânt: +0.1 m/s |        |

#### Seria a 2-a
| Loc | Culoar | Nume             | Naționalitate | Timp           | Note   |
| --- | ------ | ---------------- | ------------- | -------------- | ------ |
| 1   | 8      | Orlando Ortega   | Spania        | 13.32          | (C)    |
| 2   | 3      | Balázs Baji      | Ungaria       | 13.52          | (C)    |
| 3   | 5      | Milan Trajkovic  | Cipru         | 13.59          | (C)    |
| 4   | 2      | Johnathan Cabral | Canada        | 13.63          | (C)    |
| 5   | 9      | Jhoanis Portilla | Cuba          | 13.81          |        |
| 6   | 6      | Matthias Buhler  | Germania      | 13.82          |        |
| 7   | 4      | Xaysa Anousone   | Laos          | 14.40          |        |
| –   | 7      | Deuce Carter     | Jamaica       | Format:AthAbbr | R168.7 |
|     |        |                  |               | Vânt: +0.4 m/s |        |

#### Seria a 3-a
| Loc | Culoar | Nume                   | Naționalitate              | Timp           | Note      |
| --- | ------ | ---------------------- | -------------------------- | -------------- | --------- |
| 1   | 4      | Dimitri Bascou         | Franța                     | 13.31          | (C)       |
| 2   | 9      | Andrew Pozzi           | Marea Britanie             | 13.50          | (C)       |
| 3   | 6      | Andrew Riley           | Jamaica                    | 13.52          | (C)       |
| 4   | 8      | João Vítor de Oliveira | Brazilia                   | 13.63          | (C), (SB) |
| 5   | 3      | Antonio Alkana         | Africa de Sud              | 13.64          | (c)       |
| 6   | 2      | Petr Svoboda           | Cehia                      | 13.65          | (c)[a]    |
| 7   | 7      | Mikel Thomas           | Trinidad și Tobago         | 13.68          |           |
| 8   | 5      | Eddie Lovett           | Insulele Virgine Americane | 13.77          |           |
|     |        |                        |                            | Vânt: +1.4 m/s |           |

#### Seria a 4-a
| Loc | Culoar | Nume                   | Naționalitate              | Timp           | Note   |
| --- | ------ | ---------------------- | -------------------------- | -------------- | ------ |
| 1   | 2      | Konstadinos Douvalidis | Grecia                     | 13.41          | (C)    |
| 2   | 9      | Devon Allen            | Statele Unite ale Americii | 13.41          | (C)    |
| 3   | 5      | Gregor Traber          | Germania                   | 13.50          | (C)    |
| 4   | 6      | Yordan O'Farrill       | Cuba                       | 13.56          | (C)    |
| 5   | 7      | Yidiel Contreras       | Spania                     | 13.62          | (c)    |
| 6   | 4      | Ronald Forbes          | Insulele Cayman            | 14.67          |        |
| 7   | 8      | Ahmad Hazer            | Liban                      | 15.50          |        |
| –   | 3      | Wilhem Belocian        | Franța                     | (DS)           | R162.7 |
|     |        |                        |                            | Vânt: +0.1 m/s |        |

#### Seria a 5-a
| Loc | Culoar | Nume                    | Naționalitate              | Timp           | Note      |
| --- | ------ | ----------------------- | -------------------------- | -------------- | --------- |
| 1   | 9      | Ronnie Ash              | Statele Unite ale Americii | 13.31          | (C)       |
| 2   | 3      | Pascal Martinot-Lagarde | Franța                     | 13.36          | (C)       |
| 3   | 5      | Lawrence Clarke         | Marea Britanie             | 13.55          | (C)       |
| 4   | 8      | Éder Antônio Souza      | Brazilia                   | 13.61          | (C), (SB) |
| 5   | 2      | Damian Czykier          | Polonia                    | 13.63          | (c)       |
| 6   | 7      | Milan Ristic            | Serbia                     | 13.66          |           |
| 7   | 4      | Xie Wenjun              | China                      | 13.69          |           |
| 8   | 6      | Sekou Kaba              | Canada                     | 13.70          |           |
|     |        |                         |                            | Vânt: −0.2 m/s |           |

#### Seria a 6-a recalificare
| Loc | Culoar | Nume             | Naționalitate | Timp           | Note   |
| --- | ------ | ---------------- | ------------- | -------------- | ------ |
| 1   | 9      | Deuce Carter     | Jamaica       | 13.51          | (c)    |
| 2   | 4      | Yeison Rivas     | Columbia      | 13.87          |        |
| 3   | 6      | Wataru Yazawa    | Japonia       | 13.88          |        |
| 4   | 8      | Matthias Buhler  | Germania      | 13.90          |        |
| 5   | 2      | Alexander John   | Germania      | 14.13          |        |
| –   | 7      | Jhoanis Portilla | Cuba          | (DS)           | R168.7 |
| –   | 3      | Kame Ali         | Madagascar    | (DS)           |        |
| –   | 5      | Xaysa Anousone   | Laos          | (DS)           |        |
|     |        |                  |               | Vânt: −0.1 m/s |        |

### Semifinale
Reguli de calificare: primii doi atleți din fiecare serie (C) și următorii doi atleți cu cel mai bun timp (c) se califică în finală.

#### Semifinala 1
| Loc | Culoar | Nume             | Naționalitate              | Timp           | Note   |
| --- | ------ | ---------------- | -------------------------- | -------------- | ------ |
| 1   | 7      | Orlando Ortega   | Spania                     | 13.32          | (C)    |
| 2   | 5      | Ronnie Ash       | Statele Unite ale Americii | 13.36          | (C)    |
| 3   | 2      | Damian Czykier   | Polonia                    | 13.50          |        |
| 4   | 6      | Balázs Baji      | Ungaria                    | 13.52          |        |
| 5   | 4      | Andrew Pozzi     | Marea Britanie             | 13.67          |        |
| 6   | 3      | Deuce Carter     | Jamaica                    | 13.69          |        |
| 7   | 8      | Yordan O'Farrill | Cuba                       | 13.70          |        |
| –   | 9      | Jeffrey Julmis   | Haiti                      | (DS)           | R168.7 |
|     |        |                  |                            | Vânt: +0.5 m/s |        |

#### Semifinala a 2-a
| Loc | Culoar | Nume                    | Naționalitate              | Timp           | Note |
| --- | ------ | ----------------------- | -------------------------- | -------------- | ---- |
| 1   | 7      | Omar McLeod             | Jamaica                    | 13.15          | (C)  |
| 2   | 5      | Pascal Martinot-Lagarde | Franța                     | 13.25          | (C)  |
| 3   | 6      | Devon Allen             | Statele Unite ale Americii | 13.36          | (c)  |
| 4   | 9      | Johnathan Cabral        | Canada                     | 13.41          | (c)  |
| 5   | 4      | Gregor Traber           | Germania                   | 13.43          |      |
| 6   | 8      | Lawrence Clarke         | Marea Britanie             | 13.46          |      |
| 7   | 2      | Antonio Alkana          | Africa de Sud              | 13.55          |      |
| 8   | 1      | Petr Svoboda            | Cehia                      | 13.67          |      |
| 9   | 3      | João Vítor de Oliveira  | Brazilia                   | 13.85          |      |
|     |        |                         |                            | Vânt: −0.1 m/s |      |

#### Semifinala a 3-a
| Loc | Culoar | Nume                   | Naționalitate              | Timp           | Note   |
| --- | ------ | ---------------------- | -------------------------- | -------------- | ------ |
| 1   | 5      | Dimitri Bascou         | Franța                     | 13.23          | (C)    |
| 2   | 8      | Milan Trajkovic        | Cipru                      | 13.31          | (C)    |
| 3   | 4      | Jeff Porter            | Statele Unite ale Americii | 13.45          |        |
| 4   | 6      | Andrew Riley           | Jamaica                    | 13.46          |        |
| 5   | 7      | Konstadinos Douvalidis | Grecia                     | 13.47          |        |
| 6   | 3      | Yidiel Contreras       | Spania                     | 13.54          |        |
| 7   | 2      | Antwon Hicks           | Nigeria                    | 14.26          |        |
| –   | 9      | Éder Antônio Souza     | Brazilia                   | (DS)           | R168.7 |
|     |        |                        |                            | Wind: +0.3 m/s |        |

### Finala
| Loc | Culoar | Nume                    | Naționalitate              | Timp           | Note   |
| --- | ------ | ----------------------- | -------------------------- | -------------- | ------ |
| 1   | 5      | Omar McLeod             | Jamaica                    | 13.05          |        |
| 2   | 7      | Orlando Ortega          | Spania                     | 13.17          |        |
| 3   | 6      | Dimitri Bascou          | Franța                     | 13.24          |        |
| 4   | 4      | Pascal Martinot-Lagarde | Franța                     | 13.29          |        |
| 5   | 3      | Devon Allen             | Statele Unite ale Americii | 13.31          |        |
| 6   | 2      | Johnathan Cabral        | Canada                     | 13.40          |        |
| 7   | 8      | Milan Trajkovic         | Cipru                      | 13.41          |        |
| –   | 9      | Ronnie Ash              | Statele Unite ale Americii | (DS)           | R168.7 |
|     |        |                         |                            | Vânt: +0.2 m/s |        |

## Legendă
RA Record african | AM Record american | AS Record asiatic | RE Record european | OCRecord oceanic | RO Record olimpic | RM Record mondial | RN Record național | SA Record sud-american | RC Record al competiției | DNF Nu a terminat | DNS Nu a luat startul | DS Descalificare | EL Cea mai bună performanță europeană a anului | PB Record personal | SB Cea mai bună performanță a sezonului | WL Cea mai bună performanță mondială a anului 